# Ghalib Halasa
Ghalib Halasa (arabisch غالب هلسة, DMG Ġālib Halasa; * 1932 in Māʿīn südlich von Amman; † 1989 in Damaskus) war ein jordanischer Schriftsteller.
Ghalib Halsa wurde Māʿīn geboren. Er studierte von 1950 bis 1958 Publizistik in Beirut. Als sehr stark engagierter oppositionell Linker hatte er Schwierigkeiten mit der Staatsgewalt und wurde 1956 für den Rest seines Lebens aus Jordanien verbannt. Nach der Verbannung hatte er keinen festen Wohnsitz mehr, er wechselte unter anderem zwischen den Städten Beirut, Bagdad, Kairo und Damaskus.
Halasa hat als Journalist für einige Nachrichtenagenturen und Zeitungen geschrieben und übersetzte Autoren wie William Faulkner und J. D. Salinger aus dem Englischen ins Arabische. Insgesamt schrieb er sieben Bücher und einige Kurzgeschichten. Im März 2008 ist sein Buch "Wadi und die heilige Milada" im Verlag Edition Hamouda auf Deutsch erschienen.

## Werke
- Die Rückkehr zur Demokratie im Sudan. 1952, ISBN 92-9037-031-9
- Wadî’, al-qiddîsa Mîlâda wa-âkharûn (Wadi, die heilige Milada und andere). 1969 Cairo
- A Birthday (ins Englische übersetzt von Issa J. Boullata) aus Wadi, die heilige Milada und andere
- Al-BashQah oder Al-BishQah (auf Englisch erschienen in Arabic Short Stories 1945-1965 von Mahmoud Manzalaoui unter dem Titel Trial by Ordeal und unter "The Branding" übersetzt von David Teeple.)